# Маленькая разбойница

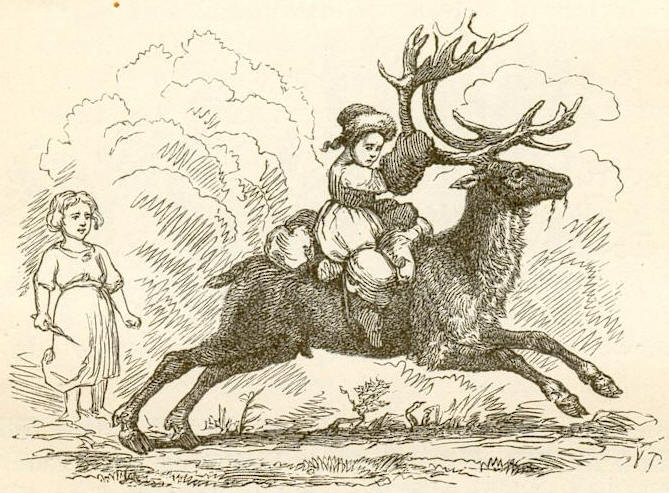
Маленькая разбойница и Герда на иллюстрации Вильгельмa Педерсена (1845)

Маленькая разбойница (дат. Den lille røverpige) — персонаж сказки Ханса Кристиана Андерсена «Снежная королева».

## Сюжет
Она появляется в пятой главе сказки, когда Герда отправляется от принца и принцессы из предыдущей главы на карете.
Во время путешествия на них нападают разбойники и убивают слуг и кучера, забирают себе карету, лошадей и дорогие одежды Герды.
Разбойница «отвоёвывает» Герду у своей матери и устраивает её в своём зверинце; девочка рассказывает «хозяйке» свою историю, та проникается и знакомит её с северным оленем, гордостью зверинца. Олень рассказывает Герде о своей далёкой родине, где правит Снежная королева. Герда догадывается, что именно Снежная королева держит Кая у себя, и, с разрешения разбойницы, пускается в путь на северном олене.

## Характеристика
Маленькая разбойница жестокая, упрямая импульсивная, грубая, вспыльчивая, немного заносчивая, крайне одинокая. Не расстаётся с острым ножом даже ночью («Как знать, что может случиться!»).
Автор пособия по чтению для младших классов характеризует Маленькую разбойницу как противоречивый персонаж: «она кажется бессердечной, пытается внушить страх Герде», но в итоге «оказывается доброй и чувствительной». Маленькая разбойница тронута рассказом Герды, «способна сочувствовать чужому горю и помочь главной героине».
Психолог и сказкотерапевт Виктория Ардзинба считает Маленькую разбойницу сильной и самоуверенной, активной и озорной, но при этом «в статусе дочери», находящейся постоянно под материнской опекой. Она «всего лишь девочка». Она может развлекаться с собственным зверинцем, быть «избалованной и упрямой», но в сравнении с Гердой Маленькая разбойница не самостоятельная, не взрослая и не самодостаточная личность.
«Маленькая разбойница — настоящая героиня. Именно у неё есть возможность нелегкого выбора между традиционным отношением к жизни, привитым матерью и разбойниками, и велением сердца. Она может отпустить тех, кого любит. Даже перспектива того, что она никогда не увидит ни Герду, которую успела полюбить, ни оленя, к которому была искренне привязана, не останавливает её».
Наталья Урванцева называет образ Маленькой разбойницы противоречивым, отмечает что встреча с Гердой позволила ей преодолеть эгоизм: «она … стремилась присвоить то, что ей не принадлежало», но в итоге отпускает Герду.
В описании внешности Маленькой разбойницы автор уделяет особое внимание глазам: «совсем чёрные, но печальные».
Хотя Маленькая разбойница — второстепенный персонаж сказки, Андерсен демонстрирует её развитие. В поурочных разработках по литературе уделяется внимание вопросу «Как меняется Маленькая разбойница на протяжении пятой истории».

## Влияние и адаптации
В сказке Евгения Шварца Маленькая разбойница вызволяет пленницу, потому что ей «не с кем играть». Когда она узнаёт историю Герды и Кея, то с трудом, но всё же соглашается отпустить девочку. В шварцевской «Маленькой разбойнице» удивительным образом сочетаются чёрствость и способность к состраданию, вздорность и умение сопереживать.

### В кино и мультипликации
Роль Маленькой разбойницы играли и озвучивали:
- Снежная королева (1957) (режиссёры Лев Атаманов и Николай Фёдоров):

| Роль                 | Оригинал        | Восстановленная версия 1982 года | (1959)          | (1998)           | [ 10 ]       | Флаг Италии      | Флаг Франции   | [ 11 ]           |
| -------------------- | --------------- | -------------------------------- | --------------- | ---------------- | ------------ | ---------------- | -------------- | ---------------- |
| Маленькая разбойница | Галина Кожакина | Мария Виноградова                | Патти Маккормак | Лора Сан Джакомо | Эрика Трумпф | Джинелла Бертаки | Гунилла Ларсен | Моника Виясеньор |

- Снежная королева (1966) (режиссёр Геннадий Казанский) — Эра Зиганшина
- Снежная королева (2002) (режиссёр Дэвид Ву) — Меган Блэк
- Снежная королева (2012) (режиссёры Максим Свешников и Владлен Барбэ) — Елизавета Арзамасова
- Снежная королева (2014)[нем.] (режиссёр Карола Хаттоп) — Лена Урцендовски
- Тайна снежной королевы (2015) (режиссёр Наталья Бондарчук) — Анфиса Вистингаузен

## Цитаты
Терпеть не могу, когда хнычут! 

Они тебя не убьют, даже если я рассержусь на тебя, — я лучше сама убью тебя!